# Емил Хегле Свенсен
Емил Хегле Свенсен (на норвежки: Emil Hegle Svendsen) е норвежки биатлонист, олимпийски шампион в преследването и щафетата от зимните олимпийски игри във Ванкувър през 2010 г. и носител на единадесет златни медала от световни първенства, пет от които индивидуални.
Дебютира за световната купа през сезон 2005/06 и завършва 22-ри в крайното класиране. На Олимпиадата в Торино през 2006 г. завършва шести в масовия старт. През 2006/07 завършва 17-и за Световната купа и печели бронзовият медал със смесената щафета на Норвегия на Световното първенство в Антхолц през 2007. През сезоните 2007/08 и 2008/09 завършва трети за Световната купа. През 2007 г. печели първите си победи за Световната купа — както за щафетата, така и индивидуално. На Световното първенство в Йостершунд, Швеция, през 2008 г. печели златните медали в индивидуалния и масовия старт, както и сребърния медал в щафетата. През сезон 2009/10 печели Световната купа. На Олимпиадата във Ванкувър през 2010 г. печели индивидуалния старт и щафетата с отбора на Норвегия, както и сребърния медал в спринта.
Участва епизодично и в състезания по ски бягане като първите му стартове за световната купа са през ноември 2011 в Шушьоен, Норвегия. 

## Резултати

### Олимпийски игри
Емил Хегле Свенсен участва на зимните олимпийски игри в Торино през 2006 г. и във Ванкувър през 2010 г. В Торино участва единствено в масовия старт, където завършва шести. Във Ванкувър става олимпийски шампион в индивидуалния старт и в щафетата с отбора на Норвегия. Печели второто място в спринта и завършва осми в преследването и 13-и в масовия старт.
| Олимпийски игри | Индивидуално | Спринт | Преследване | Масов старт | Щафета |
| --------------- | ------------ | ------ | ----------- | ----------- | ------ |
| 2006 Торино     | —            | —      | —           | 6-и         | —      |
| 2010 Ванкувър   | Злато        | Сребро | 8-о         | 13-о        | Злато  |

### Световни първенства
Свенсен участва на всички световни първенства от 2007 до 2013 г. На първото си първенство, през 2007 г. в Антхолц, печели бронзов медал с щафетата на Норвегия. На следващата година печели първите си две индивидуални титла – в индивидуалния и в масовия старт. Печели и сребърен медал с щафетата. В Пьончанг през 2009 г. печели златен медал с щафетата. В Ханти-Мансийск през 2010 г. печели сребърен медал със смесената щафета (останалите стартове не се провеждат, тъй като в същия сезон има олимпийски игри). Следващата година, отново Ханти-Мансийск, печели масовия старт и щафетата. В Руполдинг през 2012 г. печели щафетата и сребърен медал в спринта. В Нове Место през 2013 г. печели титлите в спринта, преследването и щафетата.
| Първенство                | Индивидуално | Спринт | Преследване | Масов старт | Щафета | Смесена щафета |
| ------------------------- | ------------ | ------ | ----------- | ----------- | ------ | -------------- |
| 2007 Антхолц              | —            | 7-о    | 5-о         | —           | —      | Бронз          |
| 2008 Йостершунд           | Злато        | 12-и   | 12-и        | Злато       | Сребро | —              |
| 2009 Пьончанг             | не стартира  | —      | —           | 12-и        | Злато  | —              |
| 2010 Ханти-Мансийск       |              |        |             |             |        | Сребро         |
| 2011 Ханти-Мансийск       | 4-то         | 5-о    | Сребро      | Злато       | Злато  | —              |
| 2012 Руполдинг            | 8-о          | Сребро | 5-о         | 18-о        | Злато  | Злато          |
| 2013 Нове Место на Мораве | —            | Злато  | Злато       | Бронз       | Злато  | Злато          |

### Световна купа
Емил Хегле Свенсен участва за първи път в старт от Световната купа в третия кръг от Световната купа през сезон 2005/06 в Брезно-Осърбле, Словакия. За първи път се качва на подиума с щафетата в петия кръг, в Руполдинг, Германия. През следващия сезон за първи път печели състезание с щафетата, в третия кръг в Хохфилцен, Австрия. За първи път се качва на подиума в индивидуално състезание в масовия старт в Руполдинг, в петия кръг, където завършва втори. Първата си индивидуална победа в състезание за Световната купа печели през 2007 г. в третия кръг, в Поклюка, Словения.
- 2012/13: 2
- 2011/12: 2
- 2010/11: 2
- 2009/10: 1
- 2008/09: 3
- 2007/08: 3
- 2006/07: 17
- 2005/06: 22